# Anthony Pilkington
Anthony Neil James Pilkington (Blackburn, 6 juni 1988) is een Engels voetballer van Ierse afkomst die bij voorkeur als vleugelspeler speelt. Hij tekende in augustus 2014 een driejarig contract bij Cardiff City FC, dat circa €1.250.000,- voor hem betaalde aan Norwich City. Pilkington debuteerde in 2013 in het Iers voetbalelftal.

## Clubcarrière
Pilkington begon zijn profcarrière op 18-jarige leeftijd bij Stockport County. Bij die club scoorde hij 17 keer in 80 wedstrijden. Op 23 januari 2009 tekende hij een drieëneenhalfjarig contract bij Huddersfield Town. Hij speelde 92 wedstrijden voor The Terriers waarin hij 19 keer doel trof. Na twee seizoenen verliet hij de club voor het pas gepromoveerde Norwich City. Hij tekende een driejarig contract met een optie op nog een vierde seizoen. Hij debuteerde voor z'n nieuwe club op de openingsspeeldag tegen Wigan Athletic als invaller voor Steve Morison. Op 17 september 2011 scoorde hij zijn eerste doelpunt voor zijn nieuwe club tegen Bolton Wanderers. Norwich City won die wedstrijd met 2-1. Hij heeft nog een contract tot medio 2014, met een optie op nog een extra jaar.

## Interlandcarrière
Onder leiding van bondscoach Giovanni Trapattoni maakte Pilkington zijn debuut voor het Iers voetbalelftal op vrijdag 6 september 2013 in de WK-kwalificatiewedstrijd tegen Zweden (1-2) in Dublin. Hij viel in dat duel na 74 minuten in voor James McClean.
2 Romeo ·
4 Goutas ·
5 McGuinnes ·
6 Wintle ·
8 Ralls ·
10 Ramsey ·
11 O'Dowda ·
13 Rúnarsson ·
14 Bowler ·
16 Grant ·
17 Collins ·
18 Adams ·
19 Sawyers ·
21 Alnwick ·
22 Méïté ·
23 Siopis ·
24 Panzo ·
25 Evans ·
27 Colwill ·
32 Tanner ·
35 Rinomhota ·
37 Daley-Campbell ·
38 Ng ·
47 Robinson ·
Coach: Bulut